# ロナルド・モース
ロナルド・アラン・モース（Ronald Allan Morse、1938年6月9日 - ）は、アメリカ合衆国の著作家、政府官僚、記者、発明家、教授。
米国ニューヨーク生まれ。国防総省・国務省・エネルギー省OBであり、日米関係研究の第一人者と呼ばれている。柳田國男の『遠野物語』の英訳者。新型インフルエンザ対策用マスクの発案者。株式会社エースインターナショナルジャパンの最高顧問。

## 学歴
- カリフォルニア大学バークリー校で東洋史を学ぶ。1964年卒。67年に同大修士号。
- 1974年、プリンストン大学大学院日本研究博士課程修了[3]。

## 経歴
1974年から1981年にかけて、国防総省（戦略貿易チーム主任研究員）、国務省（日本国内政策・外交政策担当）、エネルギー省（中東・アジア担当）で政策立案・分析に従事。このあとウッドロー・ウィルソン国際センター（アジア計画部副部長）、米国議会図書館特別補佐官、米経済戦略研究所（ESI）副所長（1988）などを歴任。
1993年12月メリーランド大学国際プロジェクト部長、1992年6月日本の郵政省郵政研究所客員研究官兼任. カリフォルニア大学ロサンゼルス校歴史学部日本学科教授。ネバダ州立大学教授。タフツ大学のフレッチャー法律外交スクールの国際ビジネス教授。1996年9月、麗澤大学教授。リサーチコンサルタント会社、アナポリス・インターナショナル社社長。
産経新聞（1996年6月3日）で、日本の政界、官界、経済界、有識者・ジャーナリズムの四分野で日米問題に影響力を持つ100人を選び「日本版モース・ターゲット」を作成した。米政府にも提供され、日本に対処する際の有力な指針となった。
柳田國男の「英訳遠野物語」を出版（2008年）。2012年、遠野市より遠野文化賞を受賞。

## 著作
- 『近代化への挑戦　柳田国男の遺産』（日本放送出版協会、岡田陽一・山野博史訳、1977年）
- 『インターネットで学ぶアメリカ政治の基礎知識』（見付宗弥訳、麗澤大学出版会、1999年）

### 共編著
- 『目を覚ませ日米関係』（日下公人共著、PHP研究所、1995年）
- 『「無条件勝利」のアメリカと日本の選択』（編著、時事通信社外信部ほか訳、時事通信社、2002年）
- 『「見えない資産」の大国・日本　中国・アメリカにはない強みとは』（大塚文雄／日下公人共著、祥伝社、2010年）
- 『世界の中の柳田国男』（赤坂憲雄共編、藤原書店、2012年）
- 『「強い日本」を取り戻すためにいま必要なこと』（日下公人／田久保忠衛共著、PHP研究所、2013年）

翻訳
- 遠野物語（英訳 1975）（国際交流基金、Rowman & Littlefield）